# لوند طوقی
لوند طوقی (نام علمی: Lophornis magnifius) نام یک گونه از سرده لوندها است.